# Rioconejos
Rioconejos (en senabrés Rioconeyus)es una localidad española del municipio de Asturianos, en la provincia de provincia de Zamora, y la comunidad autónoma de Castilla y León.
Conserva la arquitectura tradicional propia del noroeste zamorano. La exuberante naturaleza de su territorio, le señala como un lugar ideal para el disfrute de la paz y la tranquilidad.

## Geografía
Se encuentra ubicado en la comarca de Sanabria, al noroeste de la provincia. Pertenece al municipio de Asturianos junto con las localidades de Asturianos, Cerezal,  Entrepeñas, Lagarejos y Villar de los Pisones.
Se encuentra muy próximo a la A-52 o Autovía de la Rías Bajas y a la N-525. Su acceso habitual es desde la N-525, para lo que se ha de tomar la salida del cruce con la ZA-125 en dirección a Anta de Rioconejos, rebasar este pueblo y continuar camino hasta llegar a Rioconejos.

### Flora
Es importante indicar que la denominación de las plantas en Rioconejos es muy heterogénea; en unos casos corresponde a la denominación gallega o portuguesa, en otros, forma parte de la sinonimia castellana o del dialecto leonés y, aún en algunos, es una modificación local o comarcal de alguna de las anteriores. En el cuadro siguiente se expone una pequeña lista de las denominaciones populares de las plantas frente a los nombres castellanos y científicos:
La flora es rica. Si hacemos un repaso mental por las distintas ubicaciones y zonas podremos encontrarnos según el caso con:
- Junto a los cauces de agua, en las riberas de los ríos, abunda el humero; también se encuentran otros arbustos ( salgueras, sanguiños, fresnos, etc. ), junto a zarzas, helechos, madreselvas, matorral muy tupido y elevado de brezo y escobas, y multitud de plantas herbáceas.En estas zonas que disponen de abundante agua, no hay praderas tan lozanas como pudiera pensarse.

- Los "cotos" dan hierba dura para pasto, no para recoger. Únicamente en primavera y verano reverdecen; durante el resto del año adquieren, por las heladas, tonalidades grises y amarillentas. Anualmente estas praderas se limpian y escardan, porque el matorral, más resistente a las veleidades climáticas, los invade.

- En algunos remontes de valles ( faceras ), en las orillas de ciertos caminos y en fincas aisladas crece el roble y su matorral secundario ( carrasco ). Cerca del pueblo hay algunos grupos de castaños, señal inequívoca de la presencia humana.

- En "chanas" y montículos domina el matorral de brezo, brecina y carqueixa, muy bien adaptado e interrumpido continuamente por "carriles" de ganado y regueros. En las tierras abandonadas ( adiles ), en las linderas y "cembas" de las fincas y en el sotobosque de robledales y castañares el matorral es de escobas, chaguarzos y piornos, con algún núcleo de zarzas y rosales silvestres.

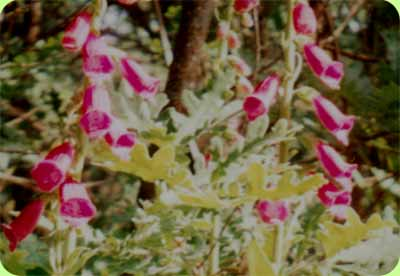

El matorral cubre casi todo el monte, caracterizando la fisonomía del terreno con su presencia. No es más que el resultado de la deforestación impenitente a que se ha visto sometidas estas tierras desde antiguo. Los grandes bosques de roble que cubrían la península ibérica, desaparecieron en estas latitudes como consecuencia de la presión demográfica y el hambre que obligaron a ensanchar las tierras de cultivo. Se hicieron reparto de propiedades comunales entre los vecinos ( quiñones ) para ser roturadas y dedicadas a producción de centeno y patatas. Las "cortas" para leña y los incendios fueron una ayuda adicional. Aunque los incendios han hecho estragos durante todas las épocas de la historia, durante el periodo en el que existía una ganadería floreciente, se incrementaron ferozmente. Los ganaderos necesitados de pastos, quemaban el matorral cerrado y espeso que lo invadía todo, inconscientes de que con ello provocaban un empobrecimiento del suelo y contribuían a la erosión y deforestación. Aunque la mentalidad de hoy a cambiado, siguen produciéndose numerosos incendios, causas de imprudencias humanas o respondiendo a oscuros intereses personales. A finales de los años 60, ICONA repobló de pinos más de 30 Ha de brezales con el pretexto de frenar la erosión y beneficiar económicamente a los pueblos con las facturas de las entresacas de madera; pero está claro que esas repoblaciones fantasmas con especies foráneas, sólo ha servido para colmar la voracidad de determinados industriales. Entre las consecuencias funestas de estas actuaciones, se han señalado: la destrucción de la morfología natural del suelo tras la roturación y aterrazamiento con maquinaria pesada que aumenta la erosión, las fumigaciones obligadas que contaminan las aguas y ocasionan gran mortandad en el mundo animal, la reducción del espacio útil al pastoreo, aunque esta última no causa demasiados problemas porque la ganadería prácticamente ha desaparecido de la zona.
El principal peligro para el medio, hoy por hoy, somos las propias personas que queremos disfrutar de él. En especial la despreocupación que manifiestan veraneantes desaprensivos que se creen con licencia para ensuciar y destruir, y la soberbia de aquellos que se creen dueños de todo por residir todo el año aquí.
En los prados cercanos al pueblo abundan los chopos, plantados en épocas en que el precio de la madera prometía. En puntos muy concretos hay álamos. Sauces y mimbres forman sebe en las lindes de los prados para separar las distintas propiedades. Grupos de manzanos están repartidos por el pueblo y las "cortinas" de los alrededores. El único frutal extendido es el manzano, pero no resulta extraño encontrar de forma aislada, algunos perales, ciruelos y cerezos silvestres pero con escaso fruto.
Todavía en algunos lugares, a modo de reliquia, permanecen los esqueletos de los negrillos ( olmos ), especie extinguida en toda la península debido a la enfermedad de la "grafiosis".
En los laterales de las calles, junto a las casas y cerca de las huertas, se crían ortigas, marrubio, zarzas, celidonia, milenrama, etc.
Entre los cultivos nacen multitud de especies herbáceas, algunas muy pertinaces, contra las que los campesinos deben redoblar esfuerzos si quieren eliminarlas. Entre estas encontramos: cenizos, bistortas, correhuelas, grama, verdolaga, hiedra silvestre, magarza, cardos, cizaña, avena loca, etc.
En los prados que se preparan ( escarda, arrastre de hojas, apertura de madres y agüeras, etc. ) para la recogida del heno, son habituales ciertas gramíneas, ranunculáceas y umbelíferas, y el trébol, acederas, llantén y diente de león, entre otros grupos y especies.
Comentario especial merecen las plantas medicinales y tóxicas. La adscripción de calificativo medicinal o tóxica es relativo, porque una planta puede ser medicinal cuando está bien indicada y se da en las dosis correctas y ser tóxica o cuando menos inútiles cuando se saltan estas condiciones. El arsenal de plantas a las que se le atribuyen propiedades curativas es inmenso. Muchas de las citadas con anterioridad lo son, aunque en la actualidad se utilicen muy pocas. Se hace uso de la manzanilla, el pazote, el poleo, la milenrama, la malva, las flores de sauco, la celedonia, y pocas más. Entre las consideradas como venenosas están: la digital, la yerba mora, la dulcámara, la cicuta ( cicutina ), la amanita muscaria, etc. Las peligrosas propiedades de estas últimas plantas han terminado con la vida de numerosos animales, en especial cerdos, desconocedores de sus peculiaridades.
Encontramos así mismo en las paredes umbrías: musgos, ombligos de Venus, uvas de gato, polipodios, etc., y por todas partes, sobre las losas de los tejados, en los árboles ( árboles barbudos ) nos tropezamos con líquenes. Estas plantas son extraordinariamente sensibles a la contaminación y desaparecen en ambientes urbanos. Su presencia es un magnífico indicador de la pureza del aire.

## Historia
Durante la Edad Media Rioconejos quedó integrado en el Reino de León, cuyos monarcas habrían acometido la repoblación de la localidad dentro del proceso repoblador llevado a cabo en Sanabria. Tras la independencia de Portugal del reino leonés en 1143 Rioconejos habría sufrido por su situación geográfica los conflictos entre los reinos leonés y portugués por el control de la frontera, quedando estabilizada la situación a inicios del siglo XIII.
Posteriormente, en la Edad Moderna, Rioconejos fue una de las localidades que se integraron en la provincia de las Tierras del Conde de Benavente y dentro de esta en la receptoría de Sanabria. No obstante, al reestructurarse las provincias y crearse las actuales en 1833, Rioconejos pasó a formar parte de la provincia de Zamora, dentro de la Región Leonesa, quedando integrado en 1834 en el partido judicial de Puebla de Sanabria.
Finalmente, en torno a 1850, el antiguo municipio de Rioconejos se integró en el de Asturianos.

## Monumentos y lugares de interés
En Rioconejos destaca la iglesia parroquial de Santiago Apóstol, construida conforme al modelo de arquitectura tradicional sanabrés, con la peculiaridad de que para acceder a su campanario hay que subir por una escalera interna de caracol, a diferencia del sistema utilizado en muchos otros pueblos de su alrededor. En la plaza de Rioconejos, situada en el centro del pueblo, podemos observar las casas más antiguas y de la arquitectura tradicional sanabresa.
De especial interés es el viejo edificio de la escuela, construido a la manera tradicional sanabresa y restaurado a comienzos del siglo XXI, en el que tienen su domicilio tres asociaciones: La Marra, la Asociación de jubilados y la Asociación de Santiago Apóstol. La Fragua, edificio reconstruido en 2013, fue el lugar donde antaño se ejercía el oficio de herrero y hoy se pueden contemplar los instrumentos que se usaban como el martillo y el yunque. El molino también restaurado cumple hoy al igual que la fragua una función representativa de lo que fue antaño.

## Cultura

### Costumbres
En Rioconejos como en otros muchos pueblos sanabreses, y zamoranos en general, se tiene la costumbre de coger el día de San Juan antes de que amanezca la siempreviva que es una planta que aleja los rayos de las casas donde se pone además de que esta planta aguanta de año en año.
Hasta no hace muchos años cuando fue robada una virgen de la iglesia la cual tenía además un amuleto esta se sacaba cuando granizaba se rezaba una plegaría y dejaba de granizar.
La noche de los difuntos se tocan las campanas toda la noche, costumbre que en muy pocos pueblos de España se sigue realizando.

### Fiestas
Celebra sus fiestas el 20 de mayo; festividad del Corpus Christi. El 24 de julio se celebra la Ronda a medianoche; fiesta de origen muy antiguo que consiste en ir por todo el pueblo casa por casa, cada vecino aporta comida y bebida. Este baile es acompañado de la gaita y el tambor. Se trata como ya dije de una fiesta muy antigua cuyos orígenes se pierden en el tiempo. El 25 de julio se celebra fiesta  de su patrón, Santiago Apóstol, también lo es de toda España.
El 15 de agosto se celebra el día de la Marra.

## Servicios
Los productos son suministrados por diversos vendedores ambulantes, como los productos de panadería y repostería que los traen los martes y los viernes desde la panadería "Rabanillo" de Mombuey. Una vez al mes aproximadamente visita un bibliobus en la plaza de Rioconejos, el cual presta no solo libros sino también películas. El consultorio médico se encuentra en Anta de Rioconejos, pueblo que dista un kilómetro y que presta servicio los lunes.